# Alfred Clark
Alfred Clark (New York, 1873 – Fulmer, 16 giugno 1950) è stato un regista statunitense. È stato un pioniere della registrazione musicale e del cinema. In qualità di cameraman e direttore delle produzioni presso il primo studio di Edison, è stato il primo a realizzare immagini in movimento con innovazioni come continuità, trama, attori addestrati ed effetti speciali. È stato il primo ad utilizzare, sebbene in una forma primitiva ed imperfetta, la tecnica dell'arresto e sostituzione, nel suo corto The Execution of Mary, Queen of Scots.

## Filmografia
- A Frontier Scene (1895)
- Duel Between Two Historical Characters (1895)
- Cyclone Dance (1895)
- Joan of Arc (1895)
- The Execution of Mary (1895)
- Indian Scalping Scene (1895)
- Fan Dance (1895)
- Trilby Dance (1895)
- Umbrella Dance (1895)
- Rescue of Capt. John Smith by Pocahontas (1895)
- Acrobatic Dance (1895)